# Afroguatemaltecos

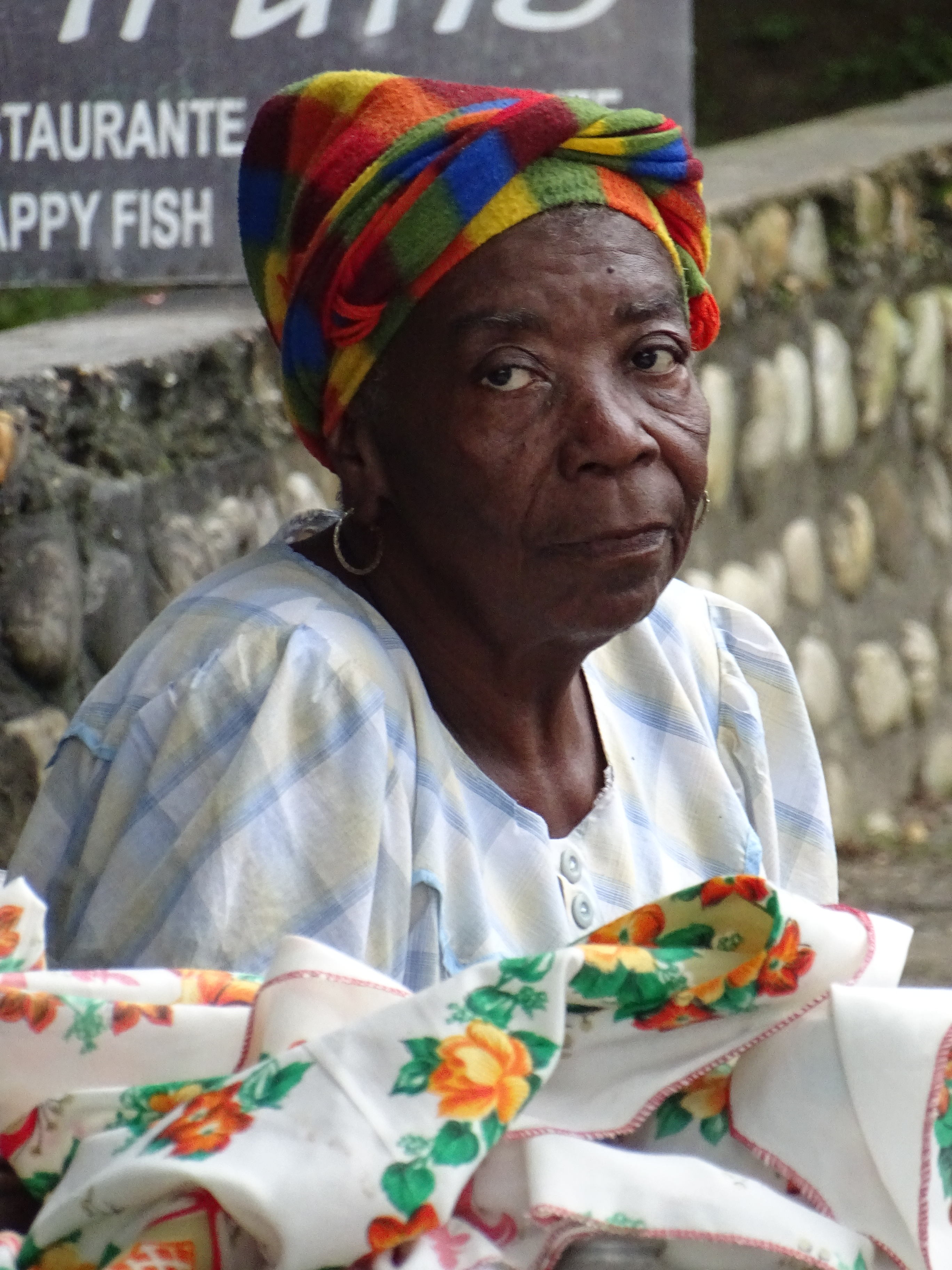
Garífuna Vendedora en Livingston, Guatemala.

Los afroguatemaltecos son guatemaltecos de ascendencia africana. Según el censo de 2018, el 0.3% de la población se identifica con ascendencia africana. Son principalmente de origen antillano y garífuna de habla inglesa. Se encuentran en la costa del Caribe, en Izabal (un asentamiento garífuna), Puerto Barrios y Santo Tomás. Durante el período colonial, se trajeron africanos esclavizados, pero se mezclaron significativamente con las otras etnias de la población. Por lo tanto, muchos (pero no todos) de los descendientes de los africanos originales que llegaron con los colonizadores españoles, hoy en día, pueden denominarse afro-mestizos debido al mestizaje.
Sin embargo, hay otros dos grupos en el país que son descendientes de africanos: los garífunas, un grupo afro/indígena (principalmente africano) exiliado, conocido en español como zambo. Originariamente procedían de la isla caribeña de San Vicente (Antillas), donde los africanos y amerindios esclavizados que escaparon se mezclaron, crearon una sociedad y una cultura propia. Los colonos españoles se asustaron y los exiliaron a la isla menor de Roatán. Después de darse cuenta de que la pequeña isla no podía sostener a su población, grupos de garífunas se asentaron más tarde en las costas caribeñas de varios países centroamericanos continentales, incluida Guatemala.
El otro grupo son los descendientes de inmigrantes afroantillanos que llegaron de las islas del Caribe de habla inglesa a finales del siglo XIX y principios del XX principalmente para trabajar para la United Fruit Company, así como para trabajar en la construcción del ferrocarril y en la caza de ballenas. industria.

## Orígenes
Debido a la dificultad de que llegaran barcos de esclavos a Guatemala, los compradores del Reino de Guatemala dependían de los vaivenes del mercado que no controlaban. Por la lista de envío, sabemos que los esclavos llegaron entre los siglos XV y XVI, en su mayoría de Senegambia, Sierra Leona y Costa del Oro; en el siglo XVII, procedían de Costa del Oro y Golfo de Benin. Y en el siglo XVIII, procedían de Biafra (Nigeria), Congo Occidental, Angola, Guinea y Benín (del Reino de Whydah). En este siglo también llegaron los esclavos Aja (que eran conocidos como Arará, provenientes de Allada, Benin) y "criollos", de Puerto Rico y Jamaica. También llegó Calabari, procedente de La Habana, Cuba.
Muchos de los esclavos negros que trabajaban en las zonas rurales venían, generalmente de Senegambia. Además, también hubo muchos esclavos comprados en Luanda, Angola. También había al menos otros 30 grupos étnicos africanos - del África Central - en Guatemala, entre ellos los kongo, y los mongiolos y anchico. Además, había al menos una docena de esclavos del oeste de África, algunos de ellos eran bran (grupo étnico del oeste de Ghana), banyun (que eran conocidos como banon, están establecidos en Senegal, Gambia y Guinea Bissau) y biafadas (grupo étnico de Guinea Bissau) pueblo.

## Historia

### Esclavitud
Los primeros afroguatemaltecos llegaron a Guatemala en 1524 con Pedro de Alvarado (el “Conquistador de Guatemala”). Los registros del Cabildo de Santiago, en Almolonga de la década de 1530 también mencionan algunos negros esclavizados. Esta primera ciudad, fundada en 1527 con 150 habitantes españoles, fue destruida en septiembre de 1541 por una avalancha de agua y lodo del Volcán de Agua que sepultó el sector español de la capital con un gran número de indígenas y un pequeño número de negros esclavizados. Sin embargo, los primeros costos significativos reportan datos de 1543, cuando un estimado de "150 piezas de cerdo" de Santo Domingo fueron llevados a la costa caribeña de Guatemala. Los esclavos africanos llegaron a Guatemala para reemplazar a la población indígena como mano de obra, ya que su número se había reducido drásticamente por enfermedades como el sarampión, la viruela o la peste bubónica. Fueron infectados por los conquistadores españoles y se redujeron a cerca de un tercio de su población. Los esclavos africanos fueron utilizados en las plantaciones de azúcar, añil y cochinilla. También se usaban en la hacienda o hacienda ganadera grande. Dado que Santiago era el centro político y económico de Guatemala (y de toda la Centroamérica española), muchos de los esclavos traídos a la región eran comprados y vendidos allí, y eran bautizados en sus iglesias y parroquias y posiblemente también en sus monasterios. Entre 1524 y 1620 fueron llevados a Guatemala un total de 10.000 africanos. Debido al ascenso del poder en Oriente Medio a finales del siglo XVI, un gran número de personas comenzaron a identificarse como mulatos. Según Robinson Herrera, de 250 africanos comprados y vendidos en Santiago, cerca del 40% procedían directamente de África. Ochenta esclavos procedían de África occidental, particularmente de Senegambia y del África central y occidental. De las otras 50 personas, el 20% eran criollos (esclavos nacidos en España, Portugal o América), y los otros diez eran mulatos. Aunque había pocos mulatos libres en la región en este momento, su número era mayor que el de los mulatos esclavizados. Entre 1595 y 1640 hubo un aumento en la importación de esclavos a Guatemala, pero después de 1640, las importaciones declinaron fuertemente (algunos autores indican incluso que cesa la importación de esclavos). El primer negro libre de Santiago apareció por primera vez ya en la segunda mitad del siglo XVI. Debido a su escasa población, los negros libres debían casarse con otros grupos sociorraciales más numerosos. Entre 1595 y 1640, la corona española firmó una serie de contratos con comerciantes portugueses para aumentar drásticamente el número de esclavos africanos en América. Muchos esclavos procedían del puerto angoleño de Luanda. Además, durante el siglo XVII, algunos esclavos podían comprar su libertad, formando una pequeña comunidad de negros libres. Los esclavos fugitivos formaron sociedades conformadas por Cimarrones, viviendo entre la población. Fundado en 1590, el ingenio de Asís, que se convirtió en el más importante del siglo XVII, tenía más de 200 esclavos y en 1633, el ingenio de San Gerónimo, al norte de Santiago, en Verapaz, albergaba a cientos de esclavos "de diferentes naciones" y se convirtió en el más grande de América Central. En 1821 había más de 500 esclavos.
A fines del siglo XVII, la afrodescendencia se dispersaron hacia el sur y este de Guatemala y El Salvador. El impacto de la inmigración africana en los primeros tiempos coloniales fue más profundo en el ingenio azucarero de Amatitlán y en las costas de la ceca de Escuintepeque en San Diego de la Gomera. Los afrodescendientes vivían en casi dos docenas de localidades entre Guatemala y El Salvador. En 1823, después de la llegada de la independencia a Guatemala, los grupos garífunas de Honduras ocuparon las tierras bajas del Caribe.

### Mestizaje y crecimiento del estatus social
Durante la época colonial, la abolición de la esclavitud en Guatemala fue importante para la población africana. La mayoría de las casas españolas de la época en Guatemala, especialmente en Santiago, tenían sirvientes indígenas y esclavos africanos. En ambos casos, la mayoría eran mujeres. Debido a que la mayoría de los españoles que emigraron a América Latina en esta época eran hombres que no traían a sus esposas y a menudo tenían relaciones sexuales con sus criadas y esclavas, lo que provocó mezclas raciales. Este mestizaje se incrementó a medida que crecían los colonos españoles en el territorio, mestizaje que se mantuvo hasta la destrucción de Santiago por fuertes terremotos en 1773 y la jurisdicción de la nueva capital en Ciudad de Guatemala en 1770. Con las mezclas raciales, los mulatos finalmente llegaron a superar en número a los negros esclavizados. De un lado estaban aquellos esclavos negros y mulatos que trabajaban en casas y haciendas, y del otro lado una gran población de negros libres que vivían dispersos en pueblos y ciudades. El creciente mestizaje entre esclavos negros y mulatos libres aumentó la población de mulatos libres. La drástica reducción en la importación de esclavos a Guatemala y el aumento de esclavos libres eventualmente provocó que algunos lugares que tenían un predominio de esclavos tuvieran un predominio de negros libres. Además, la mezcla de mulatos y mestizos provocó mayores ingresos y una posición más alta para los de piel más clara. Algunos caminos fueron bloqueados para afrodescendientes, especialmente en la universidad y en la iglesia. Mientras se incrementaba el mestizaje y el aprendizaje de la lengua y normas españolas, más afroguatemaltecos accedían a puestos de trabajo. La población esclava también se mezcló con las poblaciones indígenas y blancas de Guatemala. Todo el grupo de africanos en la colonia no eran "negros puros". Los mulatos a menudo estaban involucrados en la matanza ilegal de ganado. Aunque sabemos poco sobre los afroguatemaltecos que trabajan en el sector agrícola, varias fuentes en el último tercio del siglo XVI identifican comunidades afro campesinas en los actuales departamentos de Jalapa, El Progreso, Santa Rosa y Jutiapa, y en los alrededores de la ciudad de Sansonante, en el actual El Salvador. Muchos de estos esclavos nacieron en África, generalmente en la región de Senegambia. Sin embargo, también se contó con esclavos africanos nacidos en América. En la costa del Pacífico también había muchos negros y mulatos libres que sobresalían por sus grandes habilidades como vaqueros, a tal punto que las leyes del siglo XVI que les prohibían montar a caballo o portar armas eran casi siempre ignoradas porque sus habilidades eran tan necesarias como temidas, habilidades que más tarde los convertirían en valiosos reclutas de las milicias coloniales y les darían la oportunidad de una movilidad social ascendente. Afrodescendientes libres y esclavos también trabajaron en la producción de añil en la costa del Pacífico de Guatemala y, especialmente, de El Salvador. Los afrodescendientes solían trabajar en los ingenios, generalmente haciendo el trabajo de supervisión durante la cosecha de Xiquilite. Esta estación duraba solo uno o dos meses al año, por lo que no era rentable mantener una fuerza laboral permanente de solo trabajadores esclavizados para producir añil. Algunos dueños de ingenios contrataron más esclavos de los que luego necesitaban para producir añil que se utilizaba para otras actividades, como la ganadería.
Entre 1595 y 1640, la corona española firmó una serie de contratos con comerciantes portugueses para aumentar drásticamente el número de esclavos africanos en América. Muchos esclavos procedían del puerto angoleño de Luanda. Los esclavos fueron utilizados como jornaleros en la caña de azúcar, ya que por estos años se estaba desarrollando enormemente la producción azucarera en el territorio.

### Milicias afroguatemaltecas
En 1611, cuando los mulatos libres ayudaron a derrotar a los cimarrones de Tutale, a los afrodescendientes no se les permitió participar oficialmente en las compañías de milicias. Sin embargo, los africanos y sus descendientes, incluso esclavizados, habían luchado con las fuerzas españolas de vez en cuando desde la conquista. En la década de 1630, una ola de ataques en Centro - América, por parte de corsarios holandeses, franceses y británicos persuadió a la Audiencia a enrolar a afrodescendientes libres en compañías de milicias regulares, aunque segregadas. En 1673 había 6 compañías afro en Guatemala y dos en El Salvador. Luego también hubo lugares como caballería en el departamento de Sonsonate y Chiquimula. Luego de tempranas luchas contra los corsarios, las milicias afro solicitaron la exención del Tributo Laborío, amenazando con no servir si no se les concedía la exención. Por eso, varias compañías de milicias obtuvieron exenciones fiscales temporales de Laborio durante la década de 1690, incluida la de San Diego de la Gomera. Los militantes reclamaron este éxito y luego pidieron nuevas Exenciones cuando aspiraron iniciales. Pronto, el resto de los afrodescendientes también esperaban ser relevados del tributo Laborío, y se prepararon para enfrentar a las autoridades en el tema, rebelándose contra ellas.

### Garífuna
El pueblo garífuna son un pueblo africano e indígena mixto que descienden de los caribes negros, que vivían en la isla caribeña de San Vicente, y hablan garífuna, un idioma arahuaco.
Los garífunas son descendientes de indígenas arawak, kalinago (isla caribe) y afrocaribeños. También se les conoce como garínagu, el plural de garífuna. La población fundadora, estimada en 2.500 a 5.000 personas, fue trasplantada a la costa centroamericana desde la isla caribeña anglosajona de San Vicente, conocida por los garínagu como Yurumein, ahora llamada San Vicente y las Granadinas en el Barlovento. Islas de las Indias Occidentales Británicas en las Antillas Menores. Para 1981, alrededor de 65.000 caribes negros vivían en cincuenta y cuatro pueblos de pescadores en Guatemala, Belice y Nicaragua. Las comunidades garífunas todavía viven en San Vicente y las Granadinas y en el extranjero, incluidos los estadounidenses garífunas. Entre las ciudades guatemaltecas de la Bahía de Amatique, el porcentaje de garífunas es particularmente alto en Livingston.